# Жундыбаев, Есберген
Есберген Жундыбаев (каз. Есберген Жундібаев; 1890 год, село Жанатан — 1960 год) — старший чабан колхоза «Жана-Турмыс» Байганинского района Актюбинской области, Казахская ССР. Герой Социалистического Труда (1948).
Родился в 1884 году в семье кочевника в окрестностях села Копа (сегодня — Байганинский район). В 1929 году во время коллективизации вступил в сельскохозяйственную артель, позднее преобразованную в колхоз «Жана-Турмыс» Байганинского района. Трудился в этом колхозе чабаном, старшим чабаном.
В 1947 году бригада Есбергена Жундыбаева вырастила в среднем по 133 ягнят от каждой сотни овцематок. Указом Президиума Верховного Совета СССР от 23 июля 1948 года «за получение высокой продуктивности животноводства в 1947 году при выполнении колхозом обязательных поставок сельскохозяйственных продуктов и плана развития животноводства» удостоен звания Героя Социалистического Труда с вручением ордена Ленина и золотой медали «Серп и Молот».
Скончался в 1960 году.
Награды
- Герой Социалистического Труда
- Орден Ленина